# Ghiacciaio Embree
Il ghiacciaio Embree (in inglese: Embree Glacier) è un ghiacciaio lungo 32 km situato sulla costa di Zumberge, nella parte occidentale della Terra di Ellsworth, in Antartide. In particolare, il ghiacciaio, il cui punto più alto si trova a circa 2.600 m s.l.m., è situato nella parte centro-settentrionale della dorsale Sentinella, nelle montagne di Ellsworth. Da qui esso fluisce in direzione nord-nord-est scorrendo lungo il versante orientale del monte Hale, del monte Davis e del monte Bentley, lungo quello nord-orientale del monte Anderson e lungo quello nord-occidentale della dorsale Probuda, per poi svoltare verso est ed unire il proprio flusso a quello del flusso di ghiaccio Rutford, a est del monte Tegge. Lungo il suo corso al flusso del ghiacciaio Embree si unisce quello di diversi suoi tributari, tra i quali il ghiacciaio Kopsis, il Marsa, il Padala e il Patleyna.

## Storia
Il ghiacciaio Embree è stato così battezzato dal Comitato consultivo dei nomi antartici in onore del maggiore Henry Embree, dell'aeronautica militare statunitense, il quale nel 1956 partecipò alla costruzione della Base Amundsen-Scott.